# Sejm zwyczajny 1720
Sejm 1720 – sejm zwyczajny I Rzeczypospolitej został zwołany 8 lipca 1720 roku do Warszawy.
Sejmiki przedsejmowe w województwach odbyły się 19 sierpnia 1720 roku. Marszałkiem sejmu starej laski był Krzysztof Zawisza, starosta miński.
Obrady trwały od 30 września do 11 listopada 1720 roku. Sejm rozszedł się za przyczyną frakcji hetmańskiej, wspópracującej z posłem rosyjskim Dołgorukim, nie uchwalił konstytucji.